# 塔公寺
塔公寺（藏語：ལྷ་སྒང་དགོན་པ，威利转写：lha sgang dgon pa，THL：Lhagang Gönba，德格语：Lha'ggong Ggänba）位於四川省康定縣拉弄鄉，文物遺址年代判定為明、清。1996年9月16日公佈為四川省第四批省級文物保護單位。